# Lou Lichtveld
Lodewijk 'Lou' Lichtveld (Paramaribo, 7 de noviembre de 1903-Ámsterdam, 10 de julio de 1996) fue un político, escritor y poeta de Surinam. En los Países Bajos alcanzó notoriedad escribiendo bajo el pseudónimo de "Albert Helman".

## Biografía
Se destacó en 1923 al publicar su colección de poemas titulada De glorende dag  (El día glorioso), un hito en la literatura de los Países Bajos sobre inmigrantes. Al cabo de tres años publicó Zuid-Zuid-West (Sur-Sur-Oeste).
En 1931 publicó una obra de teatro sobre el tercer viaje de Willem Barentsz.

### Obras
- De glorende dag. Joost van den Vondel (Hrsg.), Ámsterdam 1923.
- Der Rancho der zehn Mysterien. Büchergilde Gutenberg, Zürich 1949.
- Sturz in den Vulkan. Büchergilde Gutenberg, Zürich 1953.
- Glühende Stille. Buchclub Ex Libris, Schweiz 1955.
- Häuptlinge vom Oayapok!. Straelener Manuskripte, Straelen 1990, ISBN 3-89107-028-4.

### Estudios literarios
- Brood, 1940